# 이시즈키타 정류장
이시즈키타 정류장(일본어: 石津北停留場, いしづきたていりゅうじょう)은 일본 오사카부 사카이시 니시구에 있는 한카이 전기 궤도의 정류장이다. 역 번호는 HN27이다.

## 개요
승객이 감소하고 있는 와중에도 한카이 전기 궤도에 대한 지원책의 일환으로 역간 거리가 긴 히가시미나토 정류장 ~ 이시즈 정류장 사이에 신역으로 개설되었다. 한카이 선의 신역 개설은 난카이 전기 철도 시대 말기의 1980년에 개업한 이마후네 정류장 이후 35년 만으로, 한카이 전기 궤도에서 최초의 새로운 역이다.

## 역사
- 2015년 2월 1일: 개업.

## 정류장 구조
이마후네 정류장처럼 단선 승강장이 도로 사이로 엇갈리게 배치된 구조이며, 덴노지・에비스초 방면도 하마데라에키마에 방향과 함께 오사카 부도 34호 사카이사야마 선(센보쿠 1호선)의 건널목을 지난 장소에 플랫폼이 마련되었다.
2016년 1월 31일, 슈쿠인 정류장이 이전될 때까지는 유일하게 LED식 접근 안내기가 존재하였다.
덴노지・에비스초 방면의 플랫폼에는 북쪽 입구와 남쪽 입구의 2개의 출입구가 있다. 북쪽 입구에만 계단이 있고, 남쪽 입구에는 경사로 뿐이다.
하마데라에키마에 방향의 플랫폼은 슬로프의 출입구가 하나뿐이다.
보관소가 2곳 설치되어 있어 각 선로의 동쪽, 건널목을 끼고 남북으로 설치되어 있다.

## 역 주변
- 난카이 전기철도 난카이 본선 이시즈가와 역
- 사카이 시립 하마데라이시즈 초등학교

## 사진

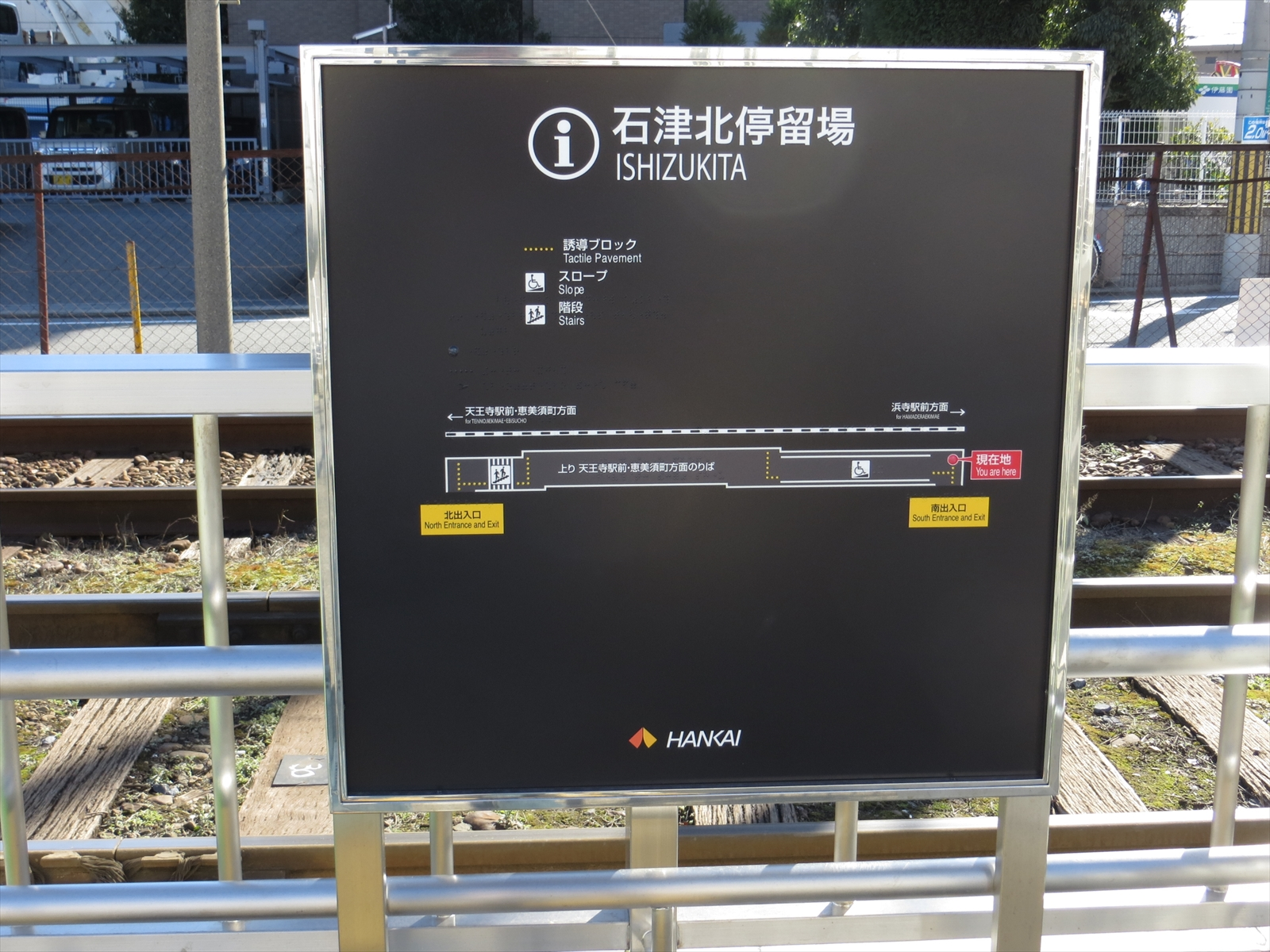
정류장 안내도
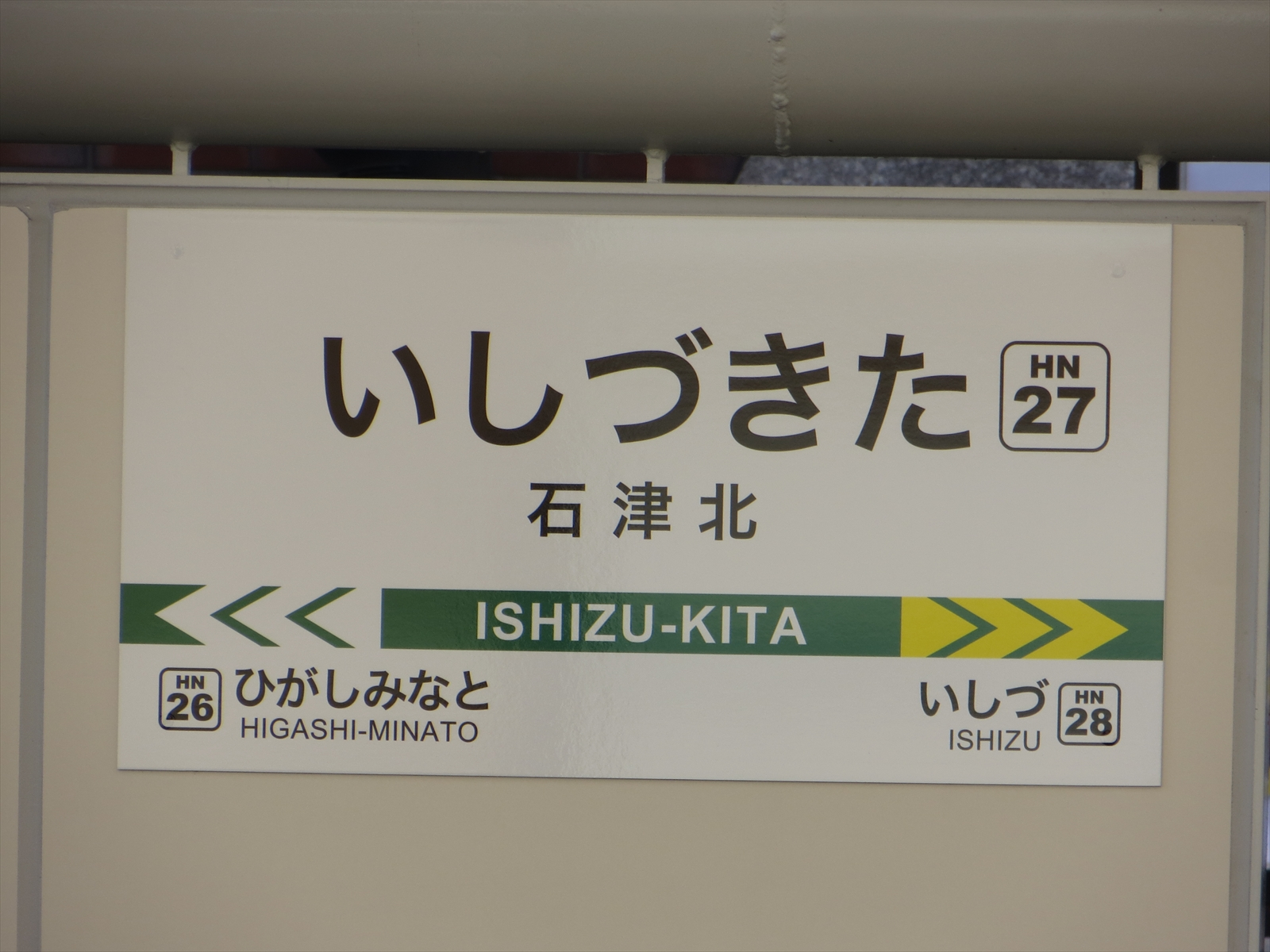
역명판

## 인접역
| 한카이 전기 궤도 ■ 한카이 선    | 한카이 전기 궤도 ■ 한카이 선 | 한카이 전기 궤도 ■ 한카이 선      |
| ------------------------------- | ---------------------------- | --------------------------------- |
| HN26 히가시미나토 에비스초 방면 |                              | 이시즈 HN28 하마데라에키마에 방면 |